# Championnat de France de tir à l'arc D1
Le Championnat de France de tir à l'arc D1, ou plus simplement Division 1, est la première division du championnat par équipe de tir à l'arc en France. Le club dont l'équipe est classé 1er est déclaré Champion de France. Depuis 2008, les cinq premières équipes sont qualifiés pour disputer la Coupe d'Europe des clubs de l'année suivante,.

## La compétition
Ces championnats se disputent sur 3 manches (entre mai et août) lors desquelles les équipes cumulent des points en fonction de leur place. Le cumul des points obtenus détermine le classement final du championnat de France de Division 1 se déroulant principalement en septembre lors du Championnat de France arc classique de tir en extérieur,.
Les équipes sont composées de 4 archers : 3 titulaires et 1 remplaçant qui peut rentrer au début de chaque volée.
Toutes les épreuves se déroulent en extérieur avec des cibles se situant à 70 m, identique au tir à l'arc aux Jeux olympiques pour l'arc classique. Les rencontres se disputent sous forme de poules composées sur chaque journée de championnat à l'issue d'un tir de classement. Les épreuves respectent donc les conditions suivantes :
- 1 match est composé de 24 flèches soit 4 volées de 6 flèches (2 flèches par archer)
- Temps de tir : 2 minutes par volée
- La cible est de type anglaise (1 à 10 points)
- La taille de la cible (ou blason) est de 122 cm

En cas d'égalité au terme des 24 flèches réglementaires on procède à un tir de barrage. Ce type de tir consiste à tirer 1 flèche par archer et celui tirant la flèche au plus prés du centre gagne. Les équipes classées 15e et 16e descendent en Division 2 l’année suivante.

## Palmarès

### Hommes
| Saison | Champion                              | Vice-champion       | Troisième                             | Quatrième                             | Cinquième                             |
| ------ | ------------------------------------- | ------------------- | ------------------------------------- | ------------------------------------- | ------------------------------------- |
| 2000   | Compiègne                             | Argenteuil          | Chartres                              | Blagnac                               | Saint-Julie                           |
| 2001   | Compiègne                             | Chartres            | Argenteuil                            | Blagnac                               | Clermont-Ferrand                      |
| 2002   | Chartres                              | Compiègne           | Clermont-Ferrand                      | Arc Club de Nîmes                     | Migennes                              |
| 2003   | Compiègne                             | Chartres            | Clermont-Ferrand                      | Arc Club de Nîmes                     | Les Compagnons de la Combe aux Faives |
| 2004   | Compiègne                             | Arc Club de Nîmes   | Blagnac                               | Les Compagnons de la Combe aux Faives | Annemasse                             |
| 2005   | Les Compagnons de la Combe aux Faives | Clermont-Ferrand    | Chauny                                | Compiègne                             | Arc Club de Nîmes                     |
| 2006   | Rennes                                | Arc Club de Nîmes   | Les Compagnons de la Combe aux Faives | Compiègne                             | Clermont-Ferrand                      |
| 2007   | Rennes                                | Saint-Avertin       | Clermont-Ferrand                      | Les Compagnons de la Combe aux Faives | Arcis-sur-Aube                        |
| 2008   | Les Compagnons de la Combe aux Faives | Vedène              | Rennes                                | Compiègne                             | Neuilly-sur-Marne                     |
| 2009   | Les Compagnons de la Combe aux Faives | Rennes              | Arc Club de Nîmes                     | Clermont-Ferrand                      | Vedène                                |
| 2010   | Arc Club de Nîmes                     | Rennes              | Les Compagnons de la Combe aux Faives | Compiègne                             | Vedène                                |
| 2011   | Rennes                                | Arc Club de Nîmes   | Saint-Avertin                         | Vedène                                | Arcis-sur-Aube                        |
| 2012   | Rennes                                | Compiègne           | Les Compagnons de la Combe aux Faives | Arc Club de Nîmes                     | Vedène                                |
| 2013   | Vedène                                | Arc Club de Nîmes   | Rennes                                | Compiègne                             | Clermont-Ferrand                      |
| 2014   | Rennes                                | Compiègne           | Arc Club de Nîmes                     | Mouans-Sartoux                        | Les Archers riomois                   |
| 2015   | Clermont-Ferrand                      | Les Archers riomois | Arc Club de Nîmes                     | Compiègne                             | Rennes                                |

### Femmes
| Saison | Champion            | Vice-champion       | Troisième              | Quatrième           | Cinquième              |
| ------ | ------------------- | ------------------- | ---------------------- | ------------------- | ---------------------- |
| 2000   | Arc Club de Nîmes   | Montfermeil         | Boé                    | Rennes              | Chauny                 |
| 2001   | Arc Club de Nîmes   | Bondy               | Lattes                 | Rennes              | Strasbourg             |
| 2002   | Compiègne           | Boé                 | Strasbourg             | Rennes              | Chauny                 |
| 2003   | Strasbourg          | Arc Club de Nîmes   | Rennes                 | Boé                 | Compiègne              |
| 2004   | Rennes              | Cherbourg-Octeville | Arc Club de Nîmes      | Brienon             | Strasbourg             |
| 2005   | Rennes              | Cherbourg-Octeville | Strasbourg             | Arc Club de Nîmes   | Bondy                  |
| 2006   | Bondy               | Chauny              | Brienon                | Strasbourg          | Boé                    |
| 2007   | Chauny              | Brienon             | Saint-Médard-en-Jalles | Cherbourg-Octeville | Saint-Avertin          |
| 2008   | Brienon             | Boé                 | Arc Club de Nîmes      | Perpignan           | Saint-Médard-en-Jalles |
| 2009   | Brienon             | Arc Club de Nîmes   | Compiègne              | Boé                 | Perpignan              |
| 2010   | Boé                 | Brienon             | Arc Club de Nîmes      | Issy-les-Moulineaux | Saint-Avertin          |
| 2011   | Issy-les-Moulineaux | Brienon             | Saint-Avertin          | Boé                 | Villeurbanne           |
| 2012   | Perpignan           | Saint-Avertin       | Arc Club de Nîmes      | Compiègne           | Les Archers riomois    |
| 2013   | Boé                 | Compiègne           | Saint-Avertin          | Brienon             | Arc Club de Nîmes      |
| 2014   | Compiègne           | Brienon             | Boé                    | Saint-Avertin       | Les Archers riomois    |
| 2015   | Brienon             | Compiègne           | Les Archers riomois    | Neuilly-sur-Marne   | Saint-Avertin          |